# 陈家全
陈家全（1938年8月19日—2004年1月18日），四川万县人，中国田径短跑运动员、国家级教练员。他于1965年10月24日在重庆的大田湾体育场创造了10秒（手動計時）整的成绩，平男子100公尺手動計時的世界纪录，被誉为中国第一飞人。